# Río San Miguel
Río San Miguel är ett vattendrag i Colombia, på gränsen till Ecuador. Det ligger i den sydvästra delen av landet, 500 km söder om huvudstaden Bogotá.